# R-Studio
R-Studio – zestaw w pełni funkcjonalnych narzędzi do odzyskiwania danych obejmująca wersje dla systemów operacyjnych: Windows, Mac i Linux. Umożliwiają one przywracanie danych z dysków twardych (HDD), półprzewodnikowych (SSD), pamięci flash i innych wewnętrznych i zewnętrznych nośników danych. Programy są przeznaczone dla specjalistów od odzyskiwania danych, ale informatycy i zwykli użytkownicy komputerów również mogą ich używać do samodzielnego przywracania utraconych plików
Z myślą o użytkownikach nie zajmujących się informatyką zawodowo stworzono aplikację R-Undelete, opartą na jądrze R-Studio R-Undelete. Działa tylko w środowisku Windows, ma uproszczony interfejs i wyłączone funkcje przywracania danych z pamięci masowych, obsługi odzyskiwania sieciowego i edycji heksadecymalnej.
Narzędzie R-Undelete jest darmowe i może odzyskiwać pliki z systemu danych FAT/exFAT, stosowanego najczęściej w pamięciach flash na USB i kartach SD w aparatach i kamerach cyfrowych.

## Podstawy działania
Program stosuje dwie metody przywracania danych:
1. Analiza danych o bieżącym i poprzednich systemach plików. Na tej podstawie odzyskiwane są dane. W przypadku powodzenia udaje się odzyskać nie tylko sam plik, ale również całą strukturę folderów wraz z datowaniem.
2. Wyszukiwanie plików po sygnaturze, czyli wzorze bajtów typowym dla poszczególnych typów plików, np. jpg czy doc. Metoda wykorzystywana w przypadku uszkodzenia informacji o systemach plików w stopniu uniemożliwiającym zastosowanie pierwszej metody. Metoda umożliwia jedynie odzyskanie treści plików, natomiast informacje o nazwach plików, strukturze folderów i datowaniu są utracone.

## Zawartość programu
R-Studio obejmuje:
- W pełni funkcjonalny edytor plików na dysku.
- Zaawansowany moduł odzyskiwania RAID. Obsługa zarówno standardowych jak i spersonalizowanych poziomów RAID. Automatyczne określanie parametrów RAID.
- Moduł obrazowania i klonowania plików.
- Moduł monitorowania parametrów dysku S.M.A.R.T.
- Moduł odzyskiwania danych sieciowych dla sieci lokalnych i Internetu.
- Wersja awaryjna programu R-Studio do odzyskiwania danych z komputerów niedających się uruchomić. Może działać z dowolnej pamięci przenośnej (USB, CD/DVD itp.) przy wsparciu komputera użytkownika niezależnie od zainstalowanego na nim systemu operacyjnego (Windows, Macintosh, Linux).
- Moduł integracji z DeepSpar Disk Imager, profesjonalnym urządzeniem do kopiowania uszkodzonych dysków. (Tylko na licencji technicznej).

## Wersje R-Studio na różne platformy
Oprogramowanie jest dostępne na systemy operacyjne z rodzin Microsoft Windows, Linux oraz macOS. Niezależnie od wersji, oprogramowanie posiada taką samą funkcjonalność

## Główne funkcje R-Studio
- Interfejs i pomoc w wielu językach, również po polsku.
- Obsługiwane systemu plików: FAT12, FAT16, FAT32, exFAT, NTFS, NTFS5, ReFS, HFS/HFS+ (Macintosh), Ext2/Ext3/Ext4 FS (Linux) i UFS1/UFS2 (FreeBSD/OpenBSD/NetBSD/Solaris).
- Obsługa lokalizowanych nazw plików i folderów (w języku polskim oraz w innych językach europejskich i azjatyckich).
- Obsługa skompresowanych i zaszyfrowanych plików NTFS.
- Obsługa dysków dynamicznych, w tym macierzy programowych RAID w środowisku Windows.
- Obsługa programów do zarządzania dyskami logicznymi: Windows Storage Spaces (Windows 8/8.1 i 10/Threshold 2), macierzy programowych RAID w systemach Apple i Linux Logical Volume Manager (LVM/LVM2).
- Obsługa sygnatur: wgrany zestaw najczęściej używanych typów plików oraz typy plików zdefiniowane przez użytkownika.

## R-Studio jako narzędzie kryminalistyczne
R-Studio można stosować również w informatyce śledczej do odzyskiwania plików metodą „carving”.